# ملالو (تشهاردانغة)
ملالو (بالفارسية: ملالو) هي قرية تقع في إيران في قسم تشهاردانغة الریفي. يقدر عدد سكانها بـ 276 نسمة.